# Principe de publicité des débats judiciaires en droit canadien
Pour un article plus général, voir Principe de publicité des débats judiciaires.
En droit canadien, le principe de publicité des débats judiciaires est la règle que les procédures judiciaires sont présumées accessibles au public et aux médias.

## Objectif
Les vertus de la transparence ont été discutées par la Cour suprême du Canada dans  l'arrêt A.G. (Nova Scotia) c. MacIntyre, qui a cité le philosophe du XVIIIe siècle Jeremy Bentham :

« [TRADUCTION] Dans l'ombre du secret, de sombres visées et des maux de toutes formes ont libre cours. Les freins à l'injustice judiciaire sont intimement liés à la publicité. Là où il n'y a pas de publicité, il n'y a pas de justice. La publicité est le souffle même de la justice. Elle est l'aiguillon acéré de l'effort et la meilleure sauvegarde contre la malhonnêteté*. Elle fait en sorte que celui qui juge est lui-même un jugement. »

Comme l'a observé la Cour suprême du Canada dans l'arrêt Vancouver Sun (Re), le principe de la publicité des débats judiciaires renforce la confiance du public dans le système de justice :

« L’accès du public aux tribunaux assure l’intégrité des procédures judiciaires en démontrant « que la justice est administrée de manière non arbitraire, conformément à la primauté du droit » [...].  La publicité est nécessaire au maintien de l’indépendance et de l’impartialité des tribunaux.  Elle fait partie intégrante de la confiance du public dans le système de justice et de sa compréhension de l’administration de la justice.  En outre, elle constitue l’élément principal de la légitimité du processus judiciaire et la raison pour laquelle tant les parties que le grand public respectent les décisions des tribunaux. »

Le principe de la publicité des débats est lié à la liberté d'expression et à la liberté de la presse, qui incluent le droit du public de recevoir des informations. La presse joue un rôle essentiel en tant que canal par lequel le public reçoit des informations sur le fonctionnement des institutions publiques,.

## Lois canadiennes
L'article 135 (1) de la Loi sur les tribunaux judiciaires de la province de l'Ontario énonce que « Sous réserve du paragraphe (2) et des règles de pratique, les audiences des tribunaux sont publiques ».
L'article 486 (1) du Code criminel dispose que « Les procédures dirigées contre l’accusé ont lieu en audience publique, mais si le juge ou le juge de paix qui préside est d’avis qu’il est dans l’intérêt de la moralité publique, du maintien de l’ordre ou de la bonne administration de la justice ou que cela est nécessaire pour éviter toute atteinte aux relations internationales ou à la défense ou à la sécurité nationales, il peut, sur demande du poursuivant ou d’un témoin ou de sa propre initiative, ordonner que soit exclu de la salle d’audience l’ensemble ou tout membre du public, pour tout ou partie de l’audience, ou que le témoin témoigne derrière un écran ou un dispositif lui permettant de ne pas être vu du public. »

## Jurisprudence canadienne
En 2004, le journal Vancouver Sun a fait valoir avec succès que certaines procédures judiciaires liées à l'attentat terroriste contre Air India devraient être ouvertes au public.
Un arrêt important de la Cour suprême du Canada sur ce sujet est Sherman (Succession) c. Donovan.